# 1960年スコーバレーオリンピックのスウェーデン選手団
1960年スコーバレーオリンピックのスウェーデン選手団（1960ねんスコーバレーオリンピックのスウェーデンせんしゅだん）は、1960年2月18日から2月28日までアメリカ合衆国のスコーバレーで開催された1960年スコーバレーオリンピックのスウェーデン選手団、およびその競技結果。

## 概要
今大会は金メダル3個、銀メダル2個、銅メダル2個の合計7個のメダルを獲得した。

## メダル
| メダル | 選手名                                                             | 競技                   | 種目            |
| ------ | ------------------------------------------------------------------ | ---------------------- | --------------- |
| 金     | シクステン・イェルンベリ                                           | クロスカントリースキー | 男子30km        |
| 金     | イルマ・ヨハンソン ブリット・ストランベリ ソーニャ・エドストローム | クロスカントリースキー | 女子3×5kmリレー |
| 金     | クラス・レスタンデル                                               | バイアスロン           | 男子20km        |
| 銀     | シクステン・イェルンベリ                                           | クロスカントリースキー | 男子15km        |
| 銀     | ロルフ・レームゴート                                               | クロスカントリースキー | 男子30km        |
| 銅     | ロルフ・レームゴート                                               | クロスカントリースキー | 男子50km        |
| 銅     | ヒェル・ベックマン                                                 | スピードスケート       | 男子10000m      |